# 酸溶液
在化学上，把溶质为酸的溶液称为酸溶液。即酸溶液的溶质中含有酸根离子。常见的酸溶液有盐酸（HCl）、硫酸（H2SO4）、硝酸（HNO3）、醋酸（CH3COOH）溶液等。注意这与酸性溶液是不同的。
- 酸溶液呈酸性。